# ويلمر أغيري
ويلمر أغيري (بالإسبانية: Wilmer Aguirre)‏ هو مدرب كرة قدم ولاعب كرة قدم بيروفي في مركز الهجوم، ولد في 10 مايو 1983 في بيسكو، بيرو في بيرو. شارك مع منتخب بيرو لكرة القدم. أما مع النوادي، فقد لعب مع أليانزا ليما ونادي سان لويس ونادي ميتز.

## وصلات خارجية
- ويلمر أغيري على موقع الاتحاد الدولي (مؤرشف)  (الإنجليزية)
- ويلمر أغيري على موقع قاعدة بيانات كرة القدم.إي يو (الإنجليزية)
- ويلمر أغيري على موقع ليكيب (الفرنسية)
- ويلمر أغيري على موقع ناشيونال فوتبول تيمز (الإنجليزية)
- ويلمر أغيري على موقع Soccerway.com (الإنجليزية)